# DigitalColor Meter
DigitalColor Meter — утиліта для вимірювання та відображення значень кольорів пікселей, що відображуються на екрані комп'ютерів Macintosh.
Утиліта є вікном на екрані, яке включає курсор розміром 1 x 1 піксель за замовченням. Колір, який показаний в тому пікселі може бути представлений десятковим або шістнадцятковим RGB триплетом, CIE 1931, CIE 1976 або CIELAB чи триплетом Tristimulus.
Відображуваний колір може бути скопійований як суцільний колір або як значення кольору, яке його представляє, і може використовуватися в інших програмах (наприклад, RGB-триплет може бути використаний на вебсторінці).